# Пинчук, Андрей Павлович
Андрей Павлович Пинчук (укр. Андрій Павлович Пінчук; род. 26 января 1980, Буча) — депутат Верховной рады V, VI и VII созывов.

## Карьера
- Окончил в 2002 году Академию государственной налоговой службы Украины по специальности «Финансы».
- Окончил в 2004 году Национальную академию государственного управления при Президенте Украины (магистр государственного управления).
- С 2001 по 2002 годы — заведующий молодёжного отдела Центрального аппарата Киевского городского отделения Партии регионов.
- 2002 год — помощник-консультант Народного депутата Украины, глава Киевского отделения Союза молодёжи регионов Украины.
- 2004 год — первый заместитель главы Союза молодёжи регионов Украины.
- С 2004 по 2005 годы — помощник Первого вице-премьера Украины и Министра финансов Украины
- С 2005 по 2006 годы — помощник-консультант Народного депутата Украины
- С 2006 по 2007 годы — депутат Верховной Рады V созыва, глава подкомитета по вопросам семьи, детей и молодёжной политики из одноимённого Комитета Верховной Рады Украины (с июля по ноябрь 2006 года), член Комитета Верховной Рады Украины по вопросам бюджета (занимал должность в течение года с ноября 2006 по ноябрь 2007 годов).
- 2007 год — президент Международной молодёжной организации «Молодёжный славянский форум».
- 2009 год — глава Союза молодёжи регионов Украины и член гражданской коллегии Государственной налоговой службы Украины
- 2010 год — депутат Верховной Рады VI созыва.
- 2012 год — депутат Верховной Рады VII созыва, избран по спискам Партии регионов.

## Уголовное преследование
28 апреля 2010 года, на следующий день после принятия присяги народного депутата Украины Андрей Пинчук около своего дома устроил драку, избив 19-летнего Валентина Семенчука. Пострадавший позвонил в милицию и сообщил номер автомобиля Пинчука, но правоохранительные органы отказались выезжать на место происшествия. Юношу отправили в больницу с сотрясением головного мозга, травмой сетчатки глаза, переломом верхней челюсти и повреждениями внутренних органов.
По словам потерпевшего Семенчука, тот попросил Андрея Пинчука уменьшить громкость музыки, которая доносилась из депутатского автомобиля, в ответ на что Пинчук и устроил драку. Милиция возбудила уголовное дело по статье «Хулиганство», однако бывший глава МВД Юрий Луценко квалифицировал действия как «Покушение на убийство», поскольку Пинчук, по словам Луценко, находился в состоянии алкогольного опьянения, а юношу избивали несколько человек. Пресс-служба Союза молодёжи регионов Украины опровергла слова Луценко о причастности Пинчука к происшествию.

## Награды
- орден «За заслуги» III ст. (23 августа 2011 года)[3].